# Гаццуоло
Гаццуоло, Ґаццуоло (італ. Gazzuolo) — муніципалітет в Італії, у регіоні Ломбардія, провінція Мантуя.
Гаццуоло розташоване на відстані близько 390 км на північний захід від Рима, 120 км на схід від Мілана, 21 км на південний захід від Мантуї.
Населення — 2368 осіб (2014).

## Демографія
Населення за роками:

Станом на 1 січня 2023 року в муніципалітеті офіційно проживали 232 іноземці з 19 країн, серед них 45 громадян країн Євросоюзу та 10 громадян України.

## Сусідні муніципалітети
- Коммессаджо
- Маркарія
- Сан-Мартіно-далл'Арджине
- Спінеда
- В'ядана